# Lytton-jelentés
A Lytton-jelentés (リットン報告書 Ritton Hōkokusho) az 1931-ben a Nemzetek Szövetsége által a Mandzsúria japán meghódításához vezető mukdeni incidens kivizsgálásával megbízott Lytton-bizottság által tett megállapítások összessége.
Az öttagú bizottság, melyet a brit Victor Bulwer-Lytton vezetett, konklúzióját 1932 októberében jelentette be. A jelentés szerint Japán volt az agresszor, a japán bábállamot, Mandzsukuót pedig nem szabad elismerni. Továbbá kínai szuverenitás alatti mandzsúriai autonómiát javasolt. A Népszövetség Közgyűlése elfogadta a jelentést, és ennek következményeként Japán kilépett a Népszövetségből. A jelentés javaslatai Japán 1945-ös kapitulációja után léptek hatályba.

## A bizottság
A bizottságot V. A. G. R. Bulwer-Lytton, Lytton második grófja vezette, és rajta kívül négy tagja volt: egy amerikai (Frank Ross McCoy vezérőrnagy), egy német (dr. Heinrich Schnee), egy olasz (gróf Aldrovandi-Marescotti) és egy francia (Henri Claudel vezérőrnagy). A csoport hat hetet töltött Mandzsúriában 1932 tavaszán (annak ellenére, hogy 1931 decemberében küldték őket oda) egy tényfeltáró küldetésen, miután találkoztak a Kínai Köztársaság és Japán vezetőivel. Arra számítottak, hogy a jelentés megszünteti a Japán és Kína közti ellenségeskedést, és ezzel segít megőrizni a békét és stabilitást a Távol-Keleten.

## A Lytton-jelentés
A Lytton-jelentés tartalmazta az 1931 szeptembere előtti, tehát a mukdeni incidens és (a japán kormány meghatalmazásával végrehajtott) Mandzsúria elleni japán támadás előtti szituációról való számadást. A jelentés leírást adott a kínai adminisztráció hátrányos jellemzőiről, és hangsúlyozva a számtalan japán követelést és panaszt. Ezután a Mandzsúriában 1931 szeptember 18-a után lezajló eseményeket beszélte el, résztvevőktől és szemtanúktól származó bizonyítékok alapján. Külön figyelmet szenteltek Mandzsukuó állam (melyet már a bizottság érkezése előtt kikiáltottak) létrejöttének és alakulásának. Úgyszintén foglalkozott Japán gazdasági érdekeivel Mandzsúriában és Kína egészében, valamint a Japán-ellenes kínai bojkott jellegével és hatásaival. A Szovjetunió érdekei a térségben szintén említésre kerültek. Végezetül a Bizottság benyújtotta a tanulmányt azokról a feltételekről, amelyeknek egy kielégítő megoldásnak meg kell felelnie, és különböző javaslatokat és tanácsokat fogalmazott meg arra vonatkozóan, hogyan lehetne megvalósítani az ezen elveket megtestesítő megállapodást. 
Azonban a jelentés nem foglalkozott egy kérdéssel, ami az egyik fő célja lett volna: a mukdeni incidens okáról. Ehelyett csak a japán álláspontot (tehát hogy a kínaiak voltak a felelősök) említették meg, arra való komment nélkül, hogy az valós vagy hamis. Ugyan nem volt kétség Japán vétkessége felől a bizottság tagjai közt, Claudel (a francia delegált) ragaszkodott hozzá, hogy Japánt ne az agresszorként fessék le.
Annak ellenére, hogy próbálták megőrizni a pártatlanságot Kína és Japán egymással szemben álló nézetei közt, a jelentés hatását a kínai érdekek jelentős érvényesítésének tartották a legtöbb alapvető kérdésben. Példának okáért a bizottság kijelentette, hogy a Japán Császári Hadsereg, a mukdeni incidenst követő hadműveletei nem tekinthetőek jogos önvédelemnek. Mandzsukuót illetően a jelentés arra a következtetésre jutott, hogy az új állam nem jöhetett volna létre a japán csapatok jelenléte nélkül, hogy ezen államnak nem volt általános támogatottsága a kínaiak körében, és hogy nem része egy valódi és spontán független mozgalomnak. Mégis a jelentés azt állította hogy mind Japánnak, mind Kínának legitim sérelmei vannak. Japán - állítja - kihasználta a megkérdőjelezhető jogokat, Kína pedig akadályozta kétségtelen jogainak gyakorlását.
A Daily Telegraph genfi tudósítója szerint: „A jelentés, amelyet egyhangúlag elfogadtak, azt javasolja, hogy Kína és Japán három hónapot kapjon arra, hogy elfogadja vagy elutasítsa az ajánlásokat. Remélhetőleg a felek megállapodnak a tárgyalások irányításában.” A Daily Telegraph francia tudósítója szerint: „A jelentés ragaszkodik a dél-mandzsúriai vasúti övezeten belüli japán csapatok visszavonásához, és egy kínai szuverenitás alá tartozó szervezet létrehozását ajánlja a mandzsúriai helyzet kezelésére figyelembe véve Japán jogait és érdekeit, valamint egy tárgyalási bizottság létrehozását ezen és egyéb ajánlások alkalmazására.” 

## Következmények
1932 szeptemberében, még azelőtt is, hogy a Lytton-bizottság megállapításait egyáltalán nyilvánosságra hozták volna 1932. október 2-án, a japán kormány diplomáciailag elismerte Mandzsukuó bábkormányát. Amikor a jelentés megállapításait bejelentették a Népszövetség Közgyűlése előtt, és 1933 februárjában indítványt emeltek arra, hogy Japánt elítéljék mint agresszort, a Macuoka Joszuke vezette japán delegáció kivonult. Japán 1933. március 27-én adott formális értesítést a Népszövetségből való kivonulásáról. Az Amerikai Egyesült Államok bejelentette a Stimson-doktrínát, mellyel figyelmeztette Japánt arra, hogy a hódítással szerzett területeket nem ismeri el.
A Lytton-jelentés jelentősége alapvetően az, hogy megmutatta a Népszövetség gyengeségeit és azt, hogy képtelen döntéseinek végrehajtására. A szituációt még komplikáltabbá tette, hogy a Lytton-bizottságnak olyan sokáig tartott elkészítenie a jelentését, amely késedelem alatt Japánnak sikerült szilárd kontrollt létrehoznia Mandzsúria felett, így büntetlenül elutasíthatta a Liga elítélését.

## Ellentmondások
A Lytton-bizottságot japán kezdeményezés útján hozták létre, amely megkérdőjelezi az egész bizottságot, mivel Japán 1933-ban a Népszövetségből való végleges visszavonulásukat irányította.

## Fordítás
Ez a szócikk részben vagy egészben  a   Lytton Report című angol Wikipédia-szócikk ezen változatának fordításán alapul.  Az eredeti cikk szerkesztőit annak laptörténete sorolja fel. Ez a jelzés csupán a megfogalmazás eredetét és a szerzői jogokat jelzi, nem szolgál a cikkben szereplő információk forrásmegjelöléseként.